# Larry Wade Carrell
Larry Wade Carrell (nascut l'11 de gener de 1971) és un actor, escriptor i director estatunidenc. És conegut per la seva pel·lícula de terror Jacob (2011). La pel·lícula va guanyar 16 premis a tot el món, inclòs el premi Platinum Remi a la millor pel·lícula al 45è Festival Internacional de Cinema del Worldfest. Jacob va tenir una bona acollida per la crítica i va donar a Larry una sòlida base de fans com a director i actor en el multimilionari món del cinema indie, i la pel·lícula es va estrenar a tot el món. Viu a Houston, Texas.

## Primers anys i carrera professional
Larry va néixer a la petita ciutat de Texas d'Alvin fill de Frances i Wade Carrell. La passió de Larry Carrell per l'entreteniment va començar molt aviat a la vida. Larry va començar a tocar la guitarra als 3 anys. Als 10 anys era un guitarrista reeixit, actuant per tot l'estat de Texas. Naturalment, el seu amor per la música va provocar un interès pel cinema.

## Filmografia
| Any  | Pel·lícula                                              | Paper                                         |
| ---- | ------------------------------------------------------- | --------------------------------------------- |
| 2009 | Game Over: The Secret Life of Game Store Clerks         | Bruce                                         |
| 2010 | Itch                                                    | Outdoor Ken                                   |
| 2010 | Floodwaters                                             | Director                                      |
| 2010 | Done                                                    | Guionista, Sam                                |
| 2011 | Garage Band: The Mini-Musical                           | Director artístic assistent                   |
| 2011 | AXI: Avengers of eXtreme Illusions                      | Cap de colla / Comandant de l'equip Swat      |
| 2011 | Jacob                                                   | Director, guionista, Billy, Otis Keller       |
| 2012 | In Fear Of                                              | Mickey                                        |
| 2013 | The Journey of Jacob                                    | Ell mateix                                    |
| 2013 | Conjoined                                               | Phil                                          |
| 2013 | More Than Human                                         | Marcus Daniels                                |
| 2013 | The Preacher's Daughter                                 | Larry l'Orinal                                |
| 2014 | To the Bridge                                           | Mike                                          |
| 2014 | Lars the Emo Kid                                        | Clown amb arma #2                             |
| 2014 | Doll Factory                                            | Ajutant Donnie Harris                         |
| 2014 | Legend of DarkHorse County                              | Present Sheriff McElroy                       |
| 2014 | The Girl                                                | Productor supervisor, director de producció   |
| 2014 | Hidden in the Woods                                     | Barman, Responsable de producció de la unitat |
| 2015 | Altered Perception                                      | Lewis, mànager de producció                   |
| 2016 | The Ghosts of Garip a.k.a. Kanli Girdap o Vlad's Legacy | Brad                                          |
| 2017 | 200 Degrees                                             | Bruce, Director artístic                      |
| 2017 | She Rises                                               | Director, autoestopista                       |
| 2021 | Girl Next                                               | Director, Sheriff Maddox                      |
| 2023 | The Quantum Devil                                       | Director                                      |
| 2023 | The Darkside of Society                                 | Director                                      |